# Société non financière
Les sociétés non financières (SNF) regroupent l'ensemble des sociétés et quasi-sociétés ayant le statut d'entreprise dont la fonction principale est de produire des biens et services marchands dont le prix de vente est constitué du coût de production et d'une marge bénéficiaire dans un but lucratif.
Les ressources des sociétés et quasi-sociétés non financières sont le résultat de la production et des éventuelles subventions versées par les administrations publiques (collectivités locales…).
Les opérations de répartition et les opérations financières de ces sociétés sont séparées de celles de leurs propriétaires.
Les entreprises non financières intègrent, en plus des sociétés, les entreprises individuelles non financières. Cet ensemble est parfois désigné sous le sigle SNFEI (sociétés non financières et entreprises individuelles).